# Invidious
Invidious（インビデオズ）はYouTubeの代替フロントエンド。YouTubeに対し、軽量かつプライバシーが尊重される代替手段として使用されることを意図している。

## バージョン履歴
Invidiousは、2018年8月13日にOmar Rothによって作成され、バージョン0.1.0としてリリースされた。以下は主なアップデートの履歴。
- YouTube動画の検索・再生（0.1.0以降）
- 公式開発者向けAPI（0.1.0以降）
- 地域制限回避（0.1.0以降）
- XSS対策（0.5.0以降）
- 検索フィルター（0.6.0以降）
- プレイリストRSSフィードのサポート（0.6.0以降）
- 1080pビデオに対応（0.7.0以降）
- プレイリストの視聴を補助（0.9.0以降）
- 翻訳をサポート（0.13.0以降）
- .onionインスタンスのサポート（0.13.0以降）
- YouTubeの「トレンド」ページのサポート（0.13.0以降）
- 動画のダウンロードをサポート（0.14.0以降）
- 動画プレビュー（0.17.0以降）
- ウェブ通知（0.18.0以降）
- YouTubeの「コミュニティ」タブのサポート（0.19.0以降）
- カスタムプレイリスト（0.20.0以降）

## テクノロジー
Invidiousは公式のYouTube APIを使用せず、動画の再生回数などのメタデータをウェブサイト上でウェブスクレイピングしている。このウェブスクレイピングツールはInvidious Developer APIと呼ばれている。
2020年、開発者のOmar Rothはプロジェクトから手を引き、invidio.usのメインインスタンスを停止すると表明した。しかし、プロジェクトは現在も続いており、サービスの非公式インスタンスも存在している。

## YouTubeからの要求
2023年6月8日、YouTubeはInvidiousに対して、YouTube APIサービスの利用規約と開発者ポリシーに違反しているとし、7日以内にサービスを停止することを求めるメールを送信した。これに対し、開発者であるTheFrenchGhostyは「InvidiousはYouTube APIを利用せず、プロキシサービスを使っているためAPIの利用規約に同意する必要がない」と主張し、Indiviousの運用に変更を加える予定がないことを明らかにした。